# راهول سينغ (لاعب كريكت)
راهول سينغ (12 سبتمبر 1992 في الهند - ) هو لاعب كريكت هندي.

## وصلات خارجية
- راهول سينغ على موقع إي آس بي آن كريك إنفو (الإنجليزية)